# NGC 4851
NGC 4851 este o galaxie lenticulară situată în constelația Părul Berenicei. A fost descoperită în 21 aprilie 1865 de către Heinrich Louis d'Arrest. Se află la o distanță de 114,6 megaparseci de Pământ.